# BMW Malaysian Open 2016 - Qualificazioni singolare
Le qualificazioni del singolare del BMW Malaysian Open 2016 sono state un torneo di tennis preliminare per accedere alla fase finale della manifestazione. Le vincitrici dell'ultimo turno sono entrate di diritto nel tabellone principale. In caso di ritiro di una o più giocatrici aventi diritto a queste sono subentrate le lucky loser, ossia le giocatrici che hanno perso nell'ultimo turno ma che avevano una classifica più alta rispetto alle altre partecipanti che avevano comunque perso nel turno finale.

## Teste di serie
1. Risa Ozaki (qualificata)
2. Maryna Zanevs'ka (primo turno)
3. Zhang Kailin (ultimo turno)
4. Luksika Kumkhum (qualificata)
5. Miyu Katō (qualificata)
6. Yang Zhaoxuan (qualificata)

1. Zhang Yuxuan (primo turno)
2. Barbora Krejčíková (qualificata)
3. Zhu Lin (qualificata)
4. Polina Lejkina (ultimo turno)
5. Liu Chang (primo turno)
6. Lu Jiajing (primo turno)

## Qualificate
1. Risa Ozaki
2. Zhu Lin
3. Barbora Krejčíková

1. Luksika Kumkhum
2. Miyu Katō
3. Yang Zhaoxuan

## Tabellone

### Legenda
| - Q = Qualificato - WC = Wild card - LL = Lucky loser | - ALT = Alternate - SE = Special Exempt - PR = Protected Ranking | - w/o = Walkover - r = Ritirato - d = Squalificato |

### Sezione 1
|  | Primo turno | Primo turno     | Primo turno | Primo turno | Primo turno |  |  | Ultimo turno | Ultimo turno    | Ultimo turno    | Ultimo turno | Ultimo turno |  |
|  |             |                 |             |             |             |  |  |              |                 |                 |              |              |  |
|  | 1           | Risa Ozaki      | 3           | 7           | 6           |  |  |              |                 |                 |              |              |  |
|  |             | Laura Pous Tió  | 6           | 64          | 0           |  |  | 1            | Risa Ozaki      | Risa Ozaki      | 6            | 7            |  |
|  |             | Katarzyna Piter | 3           | 6           | 6           |  |  |              | Katarzyna Piter | Katarzyna Piter | 1            | 64           |  |
|  | 7           | Zhang Yuxuan    | 6           | 1           | 1           |  |  |              |                 |                 |              |              |  |

### Sezione 2
|  | Primo turno | Primo turno          | Primo turno | Primo turno | Primo turno |  |  | Ultimo turno | Ultimo turno      | Ultimo turno | Ultimo turno | Ultimo turno |  |
|  |             |                      |             |             |             |  |  |              |                   |              |              |              |  |
|  | 2           | Maryna Zanevs'ka     | 7           | 5           | 4           |  |  |              |                   |              |              |              |  |
|  |             | Marina Mel'nikova    | 5           | 7           | 6           |  |  |              | Marina Mel'nikova | 64           | 7            | 3            |  |
|  | Alt         | Valentina Ivachnenko | 6           | 5           | 4           |  |  | 9            | Zhu Lin           | 7            | 5            | 6            |  |
|  | 9           | Zhu Lin              | 1           | 7           | 6           |  |  |              |                   |              |              |              |  |

### Sezione 3
|  | Primo turno | Primo turno        | Primo turno        | Primo turno | Primo turno |  |  | Ultimo turno | Ultimo turno       | Ultimo turno       | Ultimo turno | Ultimo turno |  |
|  |             |                    |                    |             |             |  |  |              |                    |                    |              |              |  |
|  | 3           | Zhang Kailin       | 6                  | 4           | 6           |  |  |              |                    |                    |              |              |  |
|  |             | Eri Hozumi         | 2                  | 6           | 0           |  |  | 3            | Zhang Kailin       | Zhang Kailin       | 3            | 2            |  |
|  |             | Tadeja Majerič     | Tadeja Majerič     | 3           | 0           |  |  | 8            | Barbora Krejčíková | Barbora Krejčíková | 6            | 6            |  |
|  | 8           | Barbora Krejčíková | Barbora Krejčíková | 6           | 6           |  |  |              |                    |                    |              |              |  |

### Sezione 4
|  | Primo turno | Primo turno             | Primo turno             | Primo turno | Primo turno |  |  | Ultimo turno | Ultimo turno            | Ultimo turno | Ultimo turno | Ultimo turno |  |
|  |             |                         |                         |             |             |  |  |              |                         |              |              |              |  |
|  | 4           | Luksika Kumkhum         | 6                       | 3           | 6           |  |  |              |                         |              |              |              |  |
|  |             | Xu Yifan                | 1                       | 6           | 4           |  |  | 4            | Luksika Kumkhum         | 6            | 4            | 6            |  |
|  | WC          | Varatchaya Wongteanchai | Varatchaya Wongteanchai | 6           | 6           |  |  | WC           | Varatchaya Wongteanchai | 4            | 6            | 3            |  |
|  | 12          | Lu Jiajing              | Lu Jiajing              | 3           | 3           |  |  |              |                         |              |              |              |  |

### Sezione 5
|  | Primo turno | Primo turno          | Primo turno          | Primo turno | Primo turno |  |  | Ultimo turno | Ultimo turno   | Ultimo turno | Ultimo turno | Ultimo turno |  |
|  |             |                      |                      |             |             |  |  |              |                |              |              |              |  |
|  | 5           | Miyu Katō            | 3                    | 7           | 6           |  |  |              |                |              |              |              |  |
|  |             | Lu Jingjing          | 6                    | 5           | 0           |  |  | 5            | Miyu Katō      | 4            | 6            | 6            |  |
|  | WC          | Nurin Nabilah Roslan | Nurin Nabilah Roslan | 1           | 0           |  |  | 10           | Polina Lejkina | 6            | 2            | 1            |  |
|  | 10          | Polina Lejkina       | Polina Lejkina       | 6           | 6           |  |  |              |                |              |              |              |  |

### Sezione 6
|  | Primo turno | Primo turno       | Primo turno | Primo turno | Primo turno |  |  | Ultimo turno | Ultimo turno  | Ultimo turno | Ultimo turno | Ultimo turno |  |
|  |             |                   |             |             |             |  |  |              |               |              |              |              |  |
|  | 6           | Yang Zhaoxuan     | 6           | 4           | 6           |  |  |              |               |              |              |              |  |
|  | WC          | Jawairiah Noordin | 2           | 6           | 0           |  |  | 6            | Yang Zhaoxuan | 5            | 7            | 7            |  |
|  |             | Liu Fangzhou      | 6           | 4           | 6           |  |  |              | Liu Fangzhou  | 7            | 63           | 5            |  |
|  | 11          | Liu Chang         | 1           | 6           | 3           |  |  |              |               |              |              |              |  |